# Agostino Luigi Devoto
Agostino Luigi Devoto, anglicizzato in Augustus L. Devoto (Borgonovo Ligure, 27 febbraio 1851 – Tacoma, 3 novembre 1923), è stato un militare statunitense italiano di nascita.
Divenuto cittadino statunitense per effetto dell'arruolamento nell'esercito statunitense nordista, è noto per aver partecipato alla battaglia del Little Bighorn.

## Biografia

### L'emigrazione negli Stati Uniti
Figlio di Giuseppe e Angela Cassinelli, nel 1857 emigrò negli Stati Uniti assieme al padre ed a soli sei anni si trovava a New York a fare lo "strillone", cioè a vendere giornali per le strade. In seguito, da notizie non documentate, sembra che il padre si recasse in Sud America lasciando il ragazzo a New York. Notizie più precise si trovano in un documento del 21 ottobre 1872, con cui Agostino chiese di ottenere la cittadinanza statunitense, dichiarando di abitare a New York, in Tomphson Street, 36, nel quartiere di Manhattan, e di esercitare il mestiere di rilegatore di libri.

### L'arruolamento nel settimo cavalleria
Un'altra data certa è il 1º ottobre 1873, quando a St. Louis, nel Missouri, si arruolò nel 7th Cavalry Regiment. I motivi per cui Agostino decise di entrare nell'esercito sono sconosciuti, ma ciò è stato posto in relazione con la forte recessione che colpì gli Stati Uniti proprio nel 1873, portando il tasso di disoccupazione al 14%. A quei tempi, la paga di un soldato semplice era di 13 dollari al mese, pari a 156 dollari l'anno; l'entrata nell'esercito, garantiva peraltro l'ottenimento della cittadinanza americana.

### La battaglia del Little Bighorn e la cattura di Capo Giuseppe
Arruolatosi nel settimo cavalleria ed essendo la ferma di cinque anni, Devoto prese parte alla battaglia del Little Bighorn del 25 giugno 1876. Di questo fatto d'armi, su invito dello storico Walter M. Camp, il 1º ottobre 1917 Devoto rilasciò una dettagliata testimonianza scritta. Assegnato alla compagnia "B" comandata dal capitano T. M. Mc Dougall, quel giorno fu aggregato alle salmerie e la colonna dei muli raggiunse il campo di battaglia ad ostilità già iniziate.
Quando arrivarono in vista del campo indiano, notarono i soldati del maggiore Reno che si stavano ritirando su una collina e, quando raggiunse quella postazione, la compagnia di Devoto si appostò a fare resistenza assieme a quella del capitano Benteen, ivi sopraggiunto dopo che il trombettiere Giovanni Martini gli aveva consegnato il messaggio del generale Custer. In questo punto le tre compagnie riunite cercarono di resistere agli indiani che li attaccavano dal lato del fiume e la battaglia continuò fino al tramonto.
Il giorno seguente gli indiani tornarono ad attaccare la postazione e, mentre lo scontro a fuoco infuriava, dal comando vennero richiesti dei volontari che si recassero al fiume per portare acqua ai feriti. Risposero una dozzina di soldati, tra cui Devoto, che allo scoperto e sotto il fuoco nemico dovettero scendere al Little Bighorn e tornare con l'acqua.
Il 27 giugno, quando la battaglia ebbe termine e dopo che gli indiani tolsero il campo, Devoto e altri soldati furono inviati alla ricerca del tenente Hodgson che risultava disperso. Trovarono il corpo vicino al fiume, lo avvolsero in una coperta, lo trasportarono al campo e lo sotterrarono. In seguito, per questi due atti di coraggio, Devoto e altri soldati furono proposti per un riconoscimento, che però non fu mai concesso. Terminata la battaglia, inoltre, le tre compagnie superstiti si recarono sul posto dove Custer e i suoi soldati erano morti, recuperarono i corpi e dettero loro sepoltura; poi costruirono delle rudimentali lettighe, trasportarono circa cinquanta soldati feriti fino alla foce del Little Bighorn, dove il battello Far West li stava aspettando.
Dalla testimonianza di Devoto si apprende che nel 1877 lui e la sua compagnia furono inviati in aiuto al generale Miles per la cattura di Capo Giuseppe, eseguita il 3 ottobre a Bear's Paw.
Devoto fu tra la dozzina e più di italiani che partecipano alla Battaglia del Little Bighorn. Oltre al già citato trombettiere Giovanni Martini, nell'esercito di Custer ci sono il nobile bellunese Carlo Di Rudio, il romano Giovanni Casella, il napoletano Francesco Lombardi, il torinese Felice Vinatieri, direttore della Banda del reggimento, e ancora Alessandro Stella, Giuseppe Tulo, Francesco Lambertini e certo altri di cui si è oggi persa memoria.
Finiti i termini di leva, il 4 ottobre 1878 Agostino Devoto si congedò dall'esercito. Le note personali dicono che era alto 1,78 m, aveva occhi marroni, capelli neri, carnagione scura e fu soldato di buon carattere.

### Gli ultimi anni e la morte
Finito il servizio militare, nel 1880 Devoto si trasferì nella città di Atchison, in Kansas, dove assieme ad un altro ligure, un certo Antonio Ghio, fondò la ditta "Ghio & Devoto", inserita nel commercio di frutta e dolciumi, a proposito della quale altre notizie si hanno nel 1882-1883. Nel 1884 si trasferirono in un altro locale e si dedicarono alla vendita di liquori e tabacchi. Nel 1885, all'età di 35 anni, Agostino si sposò con Teresa Bonetti di 25 anni, forse originaria della Lombardia o del Trentino, e dal matrimonio nacquero quattro figli: Augustus Louis Jr., Leon, Edith e Amelia.
Nel 1907 la famiglia si trasferì a Tacoma, nello stato di Washington, dove Devoto commerciò in bevande analcoliche e si costruì una palazzina in Yakima Avenue.
Morì il 3 novembre 1923, per problemi prostatici e cardiaci. Il giorno 4, il necrologio apparso sul The Tacoma Daily Ledger recitava:
Augustus L. Devoto, 72 anni, è deceduto sabato nella sua casa in Yakima Avenue. È vissuto a Tacoma per 16 anni giungendo dal Kansas. Il sig. Devoto nacque a Genova, Italia. All'età di sei anni giunse negli Stati Uniti. Dal 1873 al 1878 servì nella Cavalleria degli Stati Uniti. Gli sopravvivono i due figli maschi Louis e Leo, le due figlie Millie, Eda e la nipote Rose Mary. I funerali si celebreranno lunedì mattina alle 8.30 presso la Chiesa di San Leo. La salma sarà tumulata nel Cimitero della Cavalleria.